# Російська окупація Донецької області
Російська окупація Донецької області — це триваюча військова окупація, яка почалася 7 квітня 2014 року, після чого частину області почала контролювати так звана «Донецька народна республіка». Адміністративний центр — Донецьк; проте її облдержадміністрація була тимчасово переведена до Краматорська через тривалу російсько-українську війну.
Росія проводить політику зросійщення окупованих нею територій області — у школах викладають тільки російською мовою навіть у повністю українськомовних населених пунктах. Українські підручники опинилися під забороною, а охочі вчитися українською змушені робити це потай від окупаційної влади.

## Окупація
Окупація розпочалась російськими загонами, які вторглися у квітні 2014 року на територію українського Донбасу після захоплення Російською Федерацією Криму, серії проросійських виступів в Україні і проголошення «державного суверенітету» «ДНР».
Бойові дії війни на Донбасі почалися із захоплення 12 квітня 2014 року російськими загонами, керованими офіцерами спецслужб РФ, українських міст — Слов'янська, Краматорська і Дружківки, де захопленою у відділках МВС зброєю російські диверсанти озброїли місцевих колаборантів і прийняли до своїх лав. В умовах неспротиву місцевих силових структур України, а іноді й відкритої співпраці, невеликі штурмові загони російських диверсантів у наступні дні взяли під контроль Горлівку й інші міста Донеччини та Луганщини.
21 лютого 2022 року президент РФ Володимир Путін підписав укази про визнання «ДНР» та «ЛНР», а також підписав з республіками договори про дружбу, співпрацю та допомогу. Указами, зокрема, передбачено, що російські збройні сили повинні будуть «забезпечити підтримання миру» на території «ДНР» та «ЛНР» до моменту укладання договорів про дружбу, співпрацю та взаємну допомогу.
22 лютого 2022 року глава МЗС Росії Сергій Лавров заявив, що право на суверенітет має дотримуватися щодо держав, які представляють увесь народ, який проживає на їхній території. Україна, на його думку, з 2014 року до таких не належать. Цього ж дня були ратифіковані договори про визнання, співпрацю та взаємодопомогу республікам Донбасу обома палатами Федеральних зборів РФ Державною Думою та Радою Федерації, а також парламентами «ДНР» та «ЛНР».
Російська Федерація намагалася закріпити свою окупацію на сході України політичними та економічними засобами, ймовірно, намагаючись інтегрувати ці території до існуючих сепаратистських республік або створити нові. З іншого боку українські мирні жителі почали організовувати рухи опору.

## Окуповані території

### З 7 квітня 2014 року окуповані райони та міста Донецької області:

#### Горлівський район
- Бунге
- Горлівка
- Дебальцеве
- Єнакієве
- Жданівка
- Сніжне
- Хрестівка
- Чистякове
- Шахтарськ
- Вуглегірськ

#### Донецький район
- Амвросіївка
- Донецьк
- Зугрес
- Іловайськ
- Макіївка
- Моспине
- Харцизьк
- Ясинувата

#### Кальміуський район
- Бойківське
- Докучаєвськ
- Кальміуське
- Новоазовськ
- Оленівка

### Після24 лютого 2022 року окуповані райони та міста Донецької області

#### Східна частинаБахмутського району
- Соледар
- Світлодарськ
- Бахмут
- Курдюмівка

#### ПоловинаВолноваського району
- Волноваха
- Вугледар
- Велика Новосілка

#### Південна і Південно-Західна частинаПокровського району
- Авдіївка
- Курахове
- Мар'їнка
- Новогродівка
- Селидове
- Українськ
- Удачне (Східні околиці)

#### Маріупольський район
- Маріуполь
- Мангуш
- Нікольське
- Ялта

### Райони, які були окуповані

#### Краматорський район
- Лиман
- Святогірськ

## Рух опору
На території, контрольованій «ДНР», український рух опору діє з 2014 року.
2014 року у Донецьку до стовпа було прив'язано проукраїнську активістку Ірину Довгань , над якою кілька годин знущалися місцеві сепаратисти . Схожий випадок був 7 жовтня 2014 року у місті Зугрес  , що знайшло відображення у фільмі Донбас.
Протягом 2014—2017 років партизани регулярно вчиняли патріотичні акції, з розповсюдження листівок, наклейок, вивішування українських прапорів в публічних місцях. На окупованій території регулярно підривали пам'ятники бойовикам, та їх символи..
Однією з цілей партизанів також стали колаборанти: на чиновників, які перейшли на бік окупантів, було здійснено низку замахів. Так в березні 2015 року у Донецьку невідомі розстріляли в автівці депутата Народної ради «ДНР» Романа Возніка. У жовтні 2016 у місті у ліфті будинку на вул. Челюскінців 122 був підірваний ватажок бандформування «Спарта» — Арсен Павлов, відомий як «Моторола». 31 серпня 2018 року в Донецьку вибухом бомби в кафе «Сєпар» вбито ватажка терористичної організації «ДНР» Олександра Захарченка.
29 липня радник мера Маріуполя Петро Андрющенко повідомив, що українські партизани підпалили зернові поля біля міста, щоби зерно не дісталося ворогові.
У травні 2023 року в окупованому Маріуполі розбили погруддя Володимира Леніна, яке російські окупанти встановили на початку 2023 року на алеї в Міському саду.